# Elatostema plumbeum
Elatostema plumbeum är en nässelväxtart som beskrevs av Charles Budd Robinson. Elatostema plumbeum ingår i släktet Elatostema och familjen nässelväxter. Inga underarter finns listade i Catalogue of Life.